# Jokkmokks nya kyrka
Jokkmokks nya kyrka är en kyrkobyggnad i Jokkmokk i Luleå stift. Den är församlingskyrka i Jokkmokks församling.

## Kyrkobyggnaden
Kyrkan ligger på en kulle i samhällets utkant. Den byggdes 1887–1888 av byggmästare Johannes Edler från Lockne efter ritningar utförda 1883 av Ernst Jacobsson. Den  invigdes i september 1889. 
Det är en centralkyrka med kvadratisk plan, fast med antydd korsform. I de vinklar som uppstår mellan de grunda korsarmarna har plats bildats för torn, förstugor och sakristia. Den grågula fasaden med vita detaljer är panelklädd och har tättsittande diagonalspröjsade fönster i två våningar. Stommen är en stolpkonstruktion som bär upp två korsande sadeltak. I kyrkorummet finns läktare på tre sidor och väggarna är klädda med pärlspont, målad i nyanser av grått och rosa.    
Vid en ombyggnad 1949 utfördes förändringar av koret då fönstren sattes igen. På väggarna och innertaken spikades träfiberplattor och bänkarna förnyades. Dessutom tillkom lampetter och armatur över altaret av Fridén, färgsättning och dekorering av artisten Yngve Lundström, altartavla av T. Nordberg samt ljuskronor av konstsmeden Petrus Forsberg. År 1968 invändig ommålning och färgsättning. En ny sakristia tillkom 1961. 
Koret återställdes i ursprungsskick 1984 genom att fönstren åter öppnades, träfiberplattorna avlägsnades och man återgick till den ursprungliga färgsättningen.

## Inventarier
- Altartavlan, en oljemålning, föreställer Jesu sista måltid och är målad av Torsten Nordberg 1949. Den är nertagen när rosettfönstret återställdes och förvaras numer i kyrkans inre utrymme.
- Dopfunten är utskuren av obehandlad björk. Den, liksom ängeln över orgeln, gjordes till kyrkans restaurering 1949 av Runo Johansson Lette.[1]
- Predikstolen har en åttakantig korg med förgyllda sniderier.
- Orgeln är från 1987 och har 27 stämmor. Den är byggd av Grönlunds orgelbyggeri AB i Gammelstad.

| Man I. Huvudverk C-a3 | Man II. Svällverk C-a3 | Pedal       | Koppel |
| --------------------- | ---------------------- | ----------- | ------ |
| Borduna 16'           | Basetthorn 8'          | Subbas 16'  | II/I   |
| Principal 8'          | Rörflöjt 8'            | Oktavbas 8' | II/P   |
| Flûte d'amour 8'      | Salicional 8'          | Gedackt 8'  | I/P    |
| Gedackt 8'            | Voix céleste 8'        | Oktava 4'   |        |
| Oktava 4'             | Principal 4'           | Basun 16'   |        |
| Blockflöjt 4'         | Flûte octaviante 4'    |             |        |
| Kvint 2 2/3'          | Nasard 2 2/3'          |             |        |
| Oktava 2'             | Piccolo 2'             |             |        |
| Mixtur 4 chor         | Ters 1 3/5             |             |        |
| Trumpet 8'            | Scharf 3 chor          |             |        |
|                       | Bombard 16'            |             |        |
|                       | Oboe 8'                |             |        |
|                       | Tremulant              |             |        |

- De båda kyrkklockorna hängde tidigare i Jokkmokks gamla kyrka, men göts om och flyttades till den nya kyrkan.

## Bildgalleri

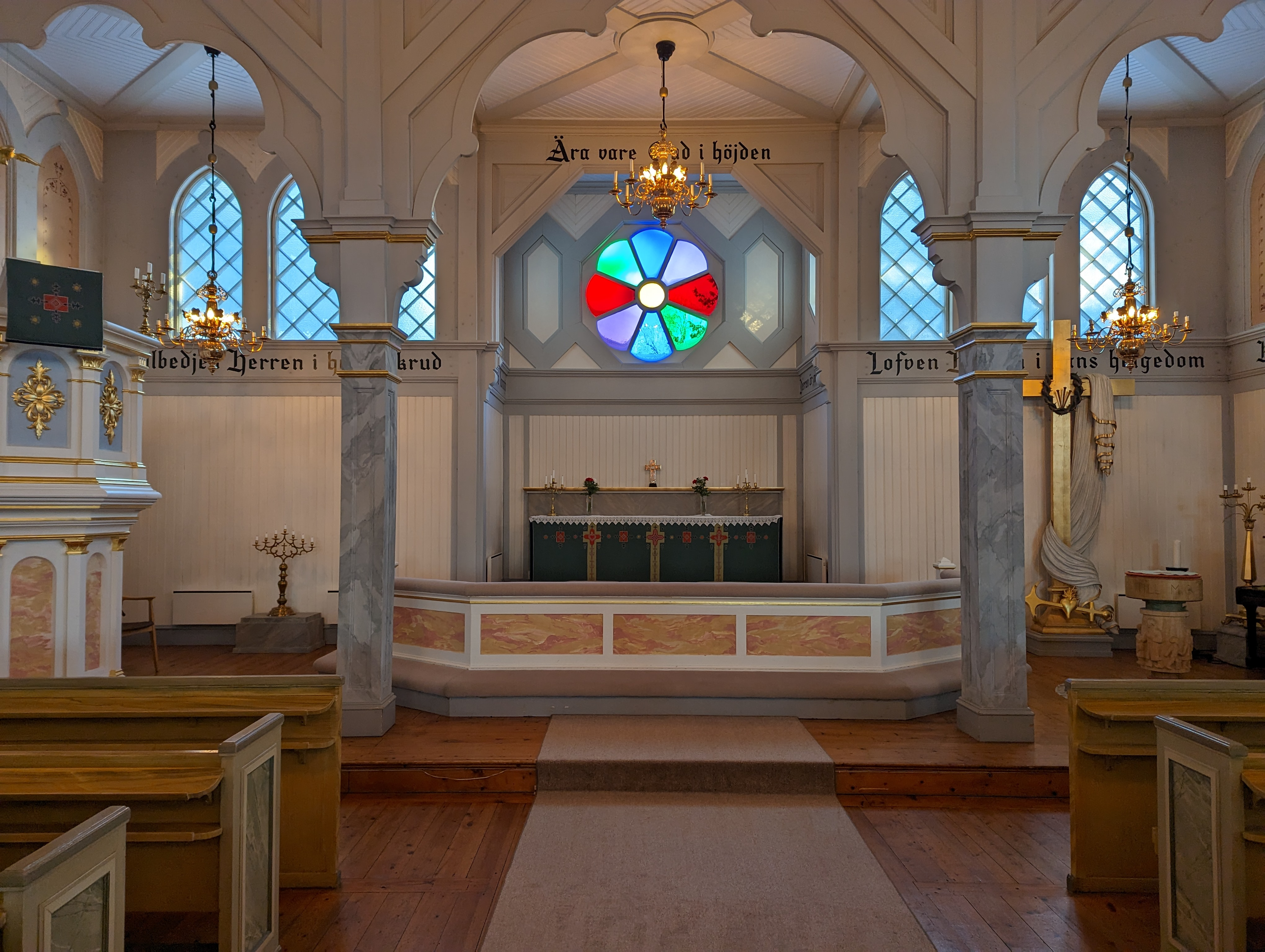
Interiör mot koret
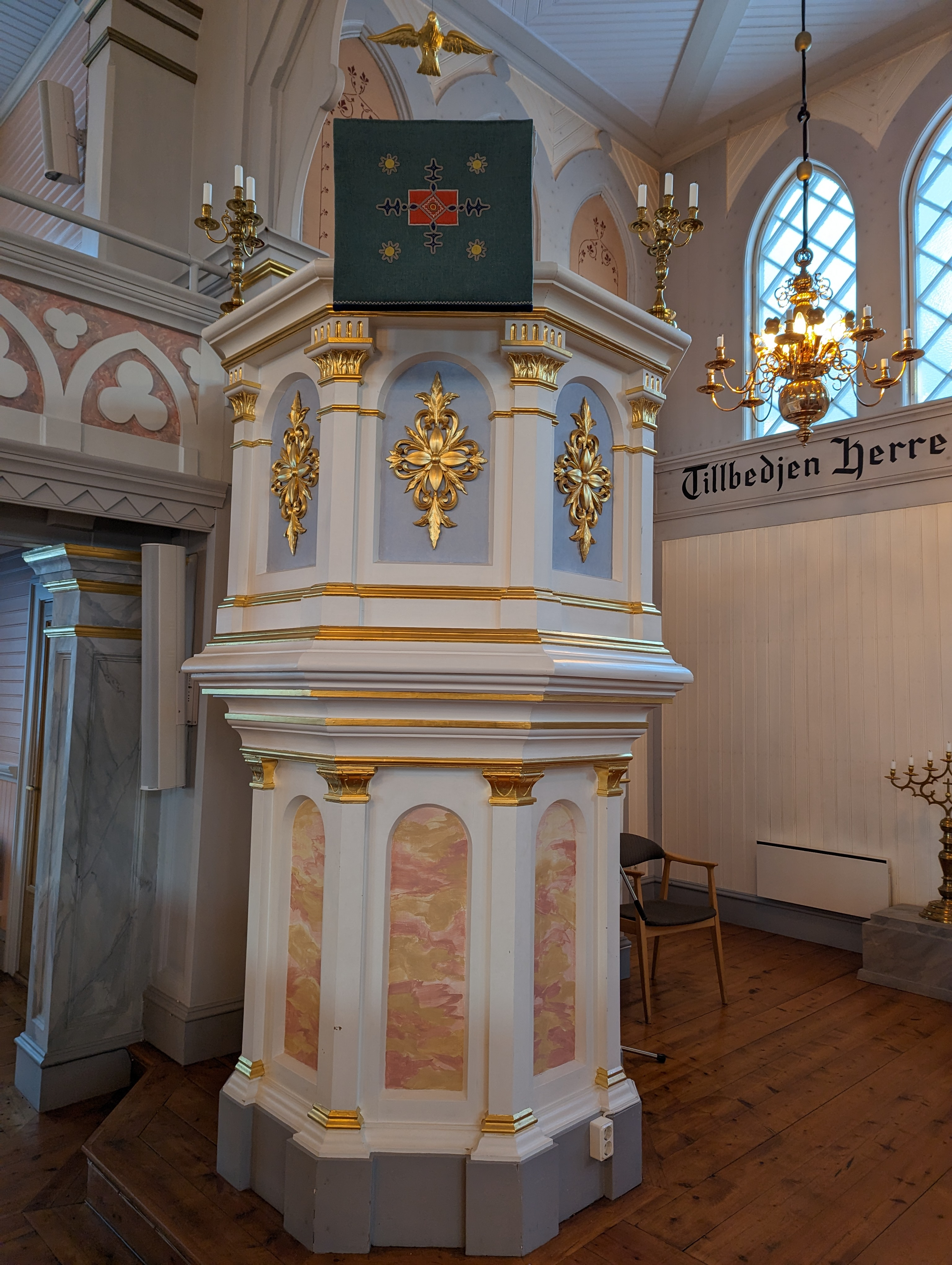
Predikstol
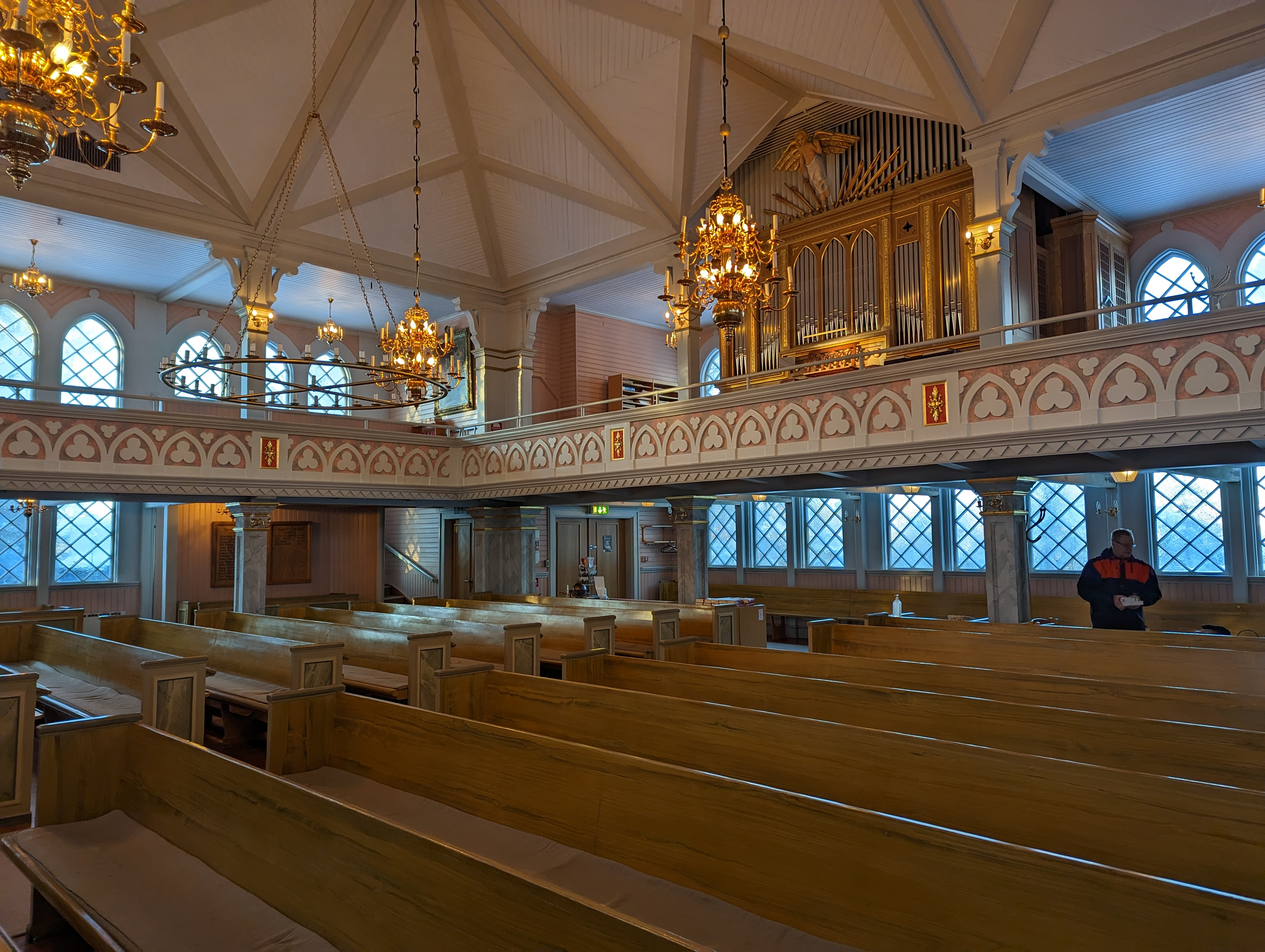
Interiör med orgelläktare
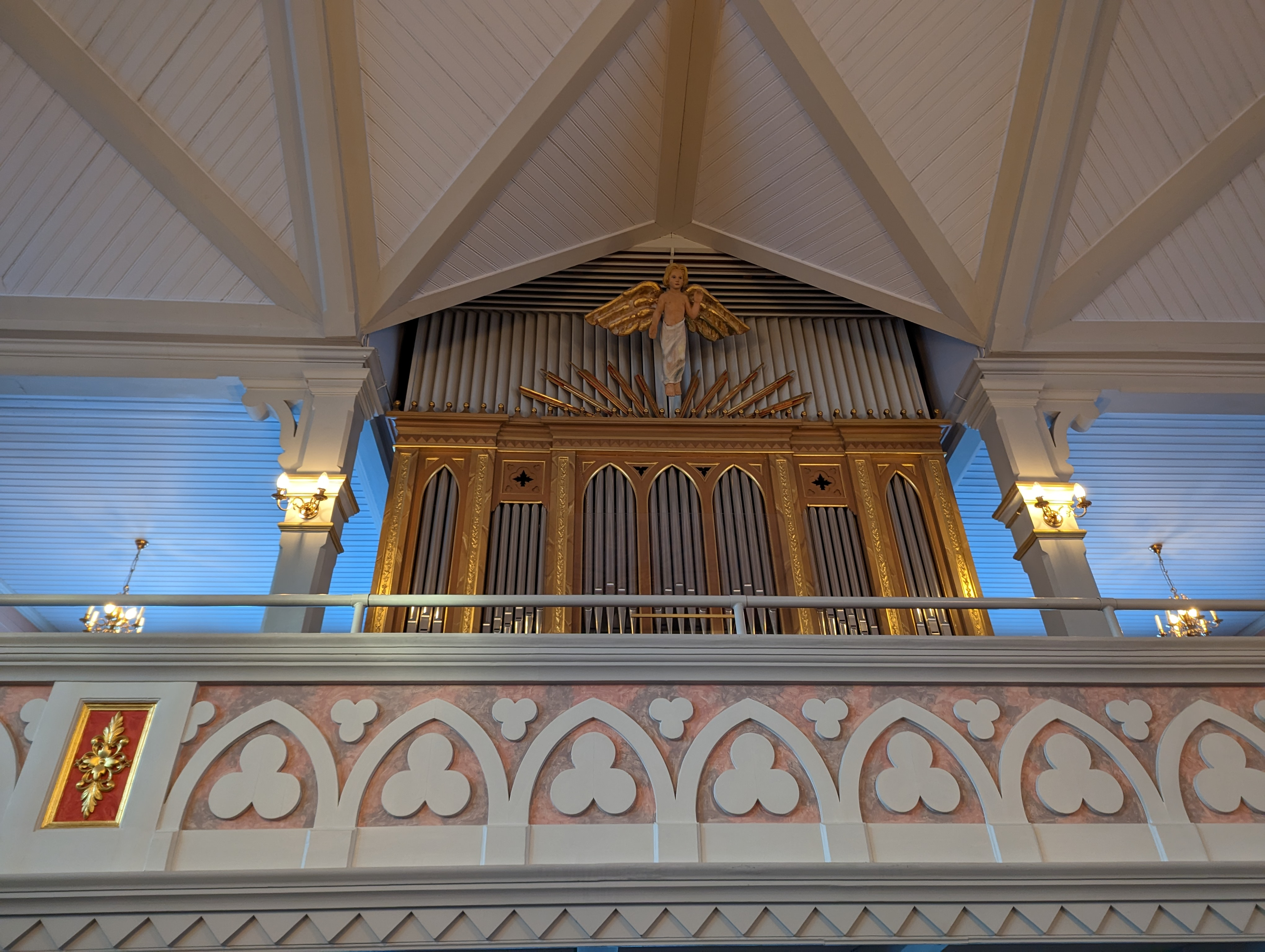
Orgelfasad